# 100 років Акту Злуки - соборності українських земель (монета)
«100 ро́ків А́кту Злу́ки — собо́рності украї́нських земе́ль» — ювілейна монета номіналом 5 гривень, випущена Національним банком України, присвячена урочистому проголошенню акта про об'єднання Української Народної Республіки й Західноукраїнської Народної Республіки в єдину незалежну державу. 22 січня 1919 року в урочистій обстановці на Софійському майдані в Києві відбулася подія, що стала підсумком відповідного підготовчого процесу, — було проголошено Акт Злуки, акт об'єднання українських земель, у якому зазначалося, що віднині український народ, звільнений могутнім поривом власних сил, має змогу об'єднати зусилля всіх своїх синів будувати нероздільну самостійну Українську державу на добро і щастя українського народу.
Монету введено в обіг 17 січня 2019 року. Вона належить до серії «Відродження української державності».

## Опис монети та характеристики
| Номінал грн. | Метал      | Маса, г | Діаметр, мм | Якість виготовлення       | Гурт     | Тираж, штук |
| ------------ | ---------- | ------- | ----------- | ------------------------- | -------- | ----------- |
| 5            | нейзильбер | 16,54   | 35,0        | спеціальний анциркулейтед | рифлений | 40 000      |

### Аверс
На аверсі монети розміщено: малий Державний Герб України, під яким напис «УКРАЇНА»; у центрі на дзеркальному тлі шрифтова композиція із абревіатур «УНР/ЗУНР», літери яких декоровані характерними орнаментами; унизу на матовому тлі номінал «5/ ГРИВЕНЬ», по боках від якого стилізований рослинний орнамент, рік карбування монети «2019» (унизу); логотип Банкнотно-монетного двору Національного банку України (праворуч на дзеркальному тлі).

### Реверс
На реверсі монети на дзеркальному тлі розміщено фрагмент Акта Злуки: «ОДНИНІ/ВОЄДИНО ЗЛИВАЮТЬСЯ/СТОЛІТТЯМ ОДІРВАНІ/ОДНА ВІД ОДНОЇ/ЧАСТИНИ ЄДИНОЇ УКРАЇНИ -/ ЗАХІДНО-УКРАЇНСЬКА/ НАРОДНА РЕСПУБЛІКА/ (ГАЛИЧИНА, БУКОВИНА/ І УГОРСЬКА УКРАЇНА)/ І НАДДНІПРЯНСЬКА/ВЕЛИКА УКРАЇНА./ ЗДІЙСНИЛИСЬ/ ВІКОВІЧНІ МІРЇ,/ЯКИМИ ЖИЛИ/І ЗА ЯКІ УМИРАЛИ/КРАЩІ СИНИ/ УКРАЇНИ». Латентним зображенням на тексті проглядається зображення Тризуба. Ліворуч і праворуч від напису розміщено медальони із зображеннями символів земель: лева — Західної України (ліворуч) та Архангела Михаїла — центральної України (праворуч), від яких угору йде стилізований рослинний орнамент у вигляді лаврових галузок, унизу напис півколом «100 РОКІВ АКТУ ЗЛУКИ».

## Автори

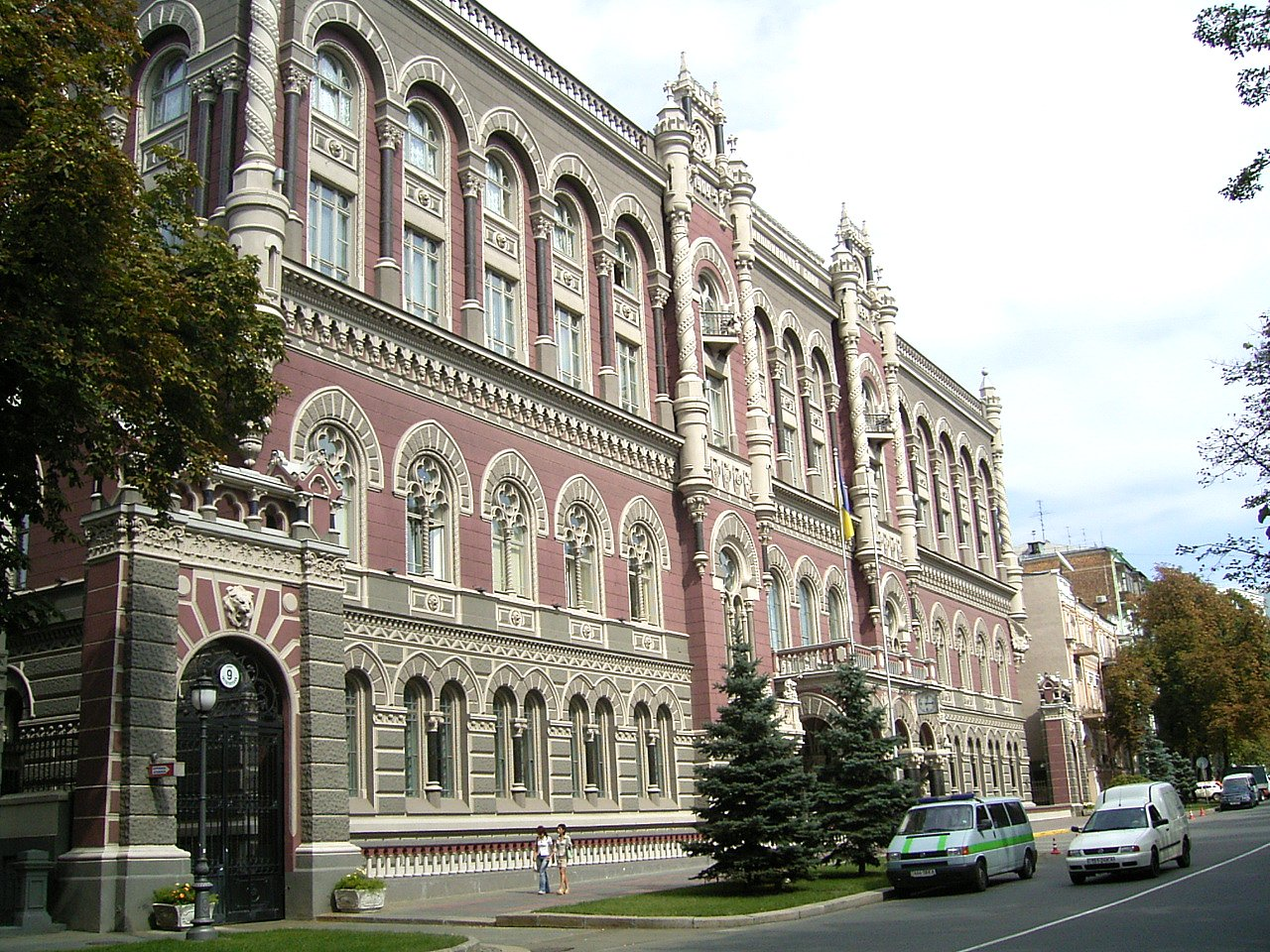
Будівля Національного банку України

- Художники: Таран Володимир, Харук Олександр, Харук Сергій.
- Скульптори: Дем'яненко Володимир (аверс), Андріянов Віталій (програмне моделювання реверсу).

## Вартість монети
Під час введення монети в обіг 2019 року Національний банк України реалізовував монету через свої філії за ціною 51 гривня.
Фактична приблизна вартість монети з роками змінювалася так:
| Рік        | 2019 | 2020 | 2021 | 2022 | 2023 | 2024 | 2025 |
| ---------- | ---- | ---- | ---- | ---- | ---- | ---- | ---- |
| Ціна, грн. | 60   | 65   | 70   | 75   | 260  | 380  | 380  |